# Ženski vaterpolo na Mediteranskim igrama 2018.
Ženski vaterpolski turnir na MI 2018. održao se u Tarragoni u Španjolskoj. Ovo je prvi ženski vaterpolski turnir u povijesti Mediteranskih igara. 

## Turnir

### Skupina A
| Nadnevak   | 1. momčad  | Ishod | 2. momčad |
| ---------- | ---------- | ----- | --------- |
| 27. lipnja | Španjolska | 9:8   | Grčka     |
| 28. lipnja | Španjolska | 27:6  | Portugal  |
| 29. lipnja | Grčka      | 29:0  | Portugal  |

|    | Tablica    | I | Pob. | Por. | Pos. P | Prim. P | RP  | Bodovi |
| -- | ---------- | - | ---- | ---- | ------ | ------- | --- | ------ |
| 1. | Španjolska | 2 | 2    | 0    | 36     | 14      | +22 | 6      |
| 2. | Grčka      | 2 | 1    | 1    | 37     | 9       | +28 | 3      |
| 3. | Portugal   | 2 | 0    | 2    | 6      | 56      | -50 | 0      |

### Skupina B
| Nadnevak   | 1. momčad | Ishod | 2. momčad |
| ---------- | --------- | ----- | --------- |
| 27. lipnja | Italija   | 11:3  | Francuska |
| 28. lipnja | Italija   | 30:3  | Turska    |
| 29. lipnja | Francuska | 13:6  | Turska    |

|    | Tablica   | I | Pob. | Por. | Pos. P | Prim. P | RP  | Bodovi |
| -- | --------- | - | ---- | ---- | ------ | ------- | --- | ------ |
| 1. | Italija   | 2 | 2    | 0    | 41     | 6       | +35 | 6      |
| 2. | Francuska | 2 | 1    | 1    | 16     | 17      | -1  | 3      |
| 3. | Turska    | 2 | 0    | 2    | 9      | 43      | -34 | 0      |

### Utakmica za peto mjesto
30. lipnja 2018.
- Portugal -  Turska 16:8

### Utakmica za broncu
30. lipnja 2018.
- Grčka -  Francuska 4:3

### Utakmica za zlato
30. lipnja 2018.
- Španjolska -  Italija 9:8

| Pobjednici             |
| ---------------------- |
| Španjolska Prvi naslov |